# Letourneur et Marchand

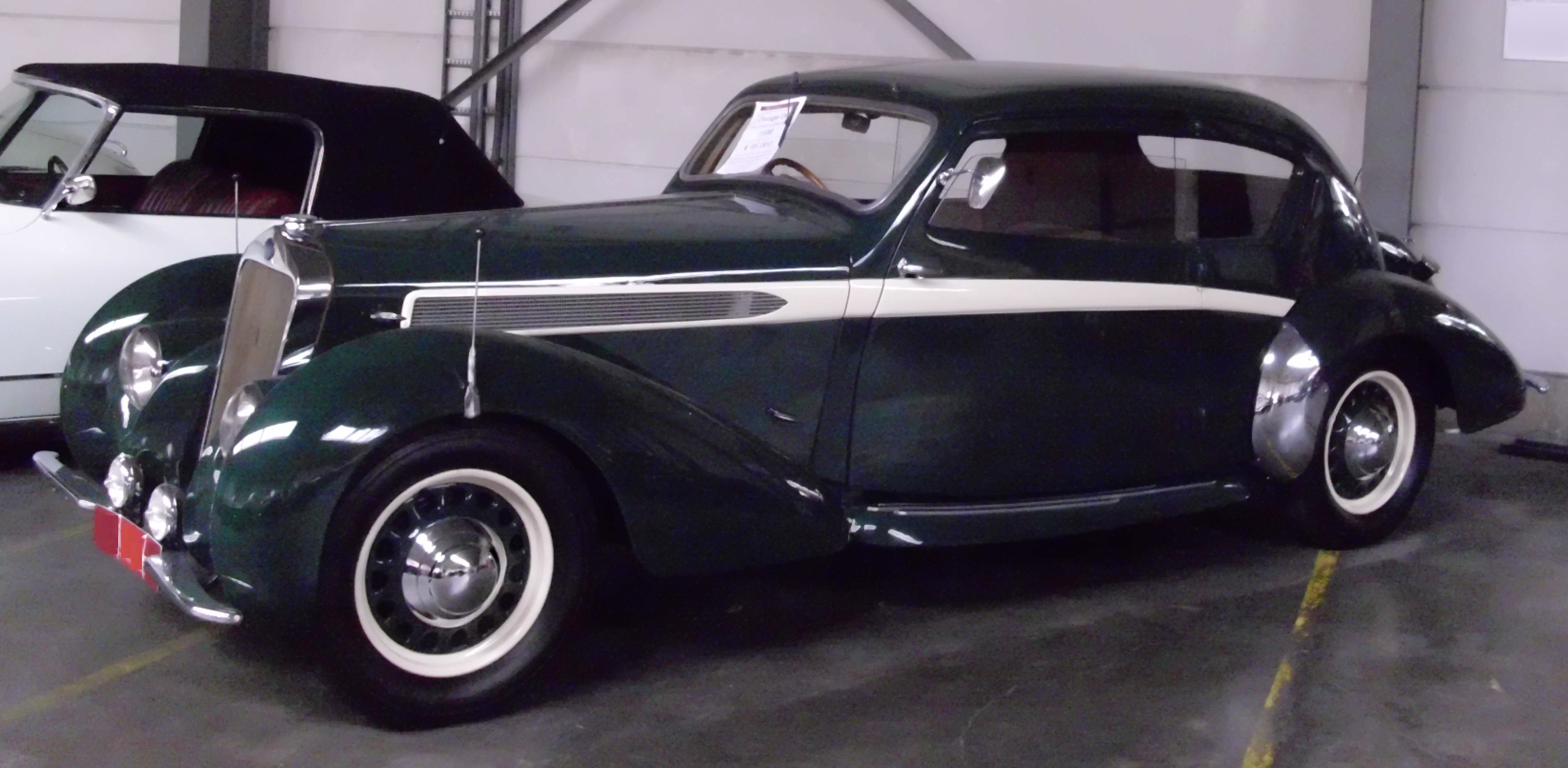
Delage D6 Coupé Letourneur & Marchand 1938

Letourneur & Marchand was een van de laatste Franse carrosseriebouwers.

## Ontstaan en groei 1905-1939
Het bedrijf is in 1905 opgericht door Jean-Marie Letourneur en Jean-Arthur Marchand en was gespecialiseerd in het bouwen van carrosserieën voor luxe automerken als Duesenberg, Hispano-Suiza, Rolls-Royce en Minerva.
In 1924 werd gestart met de dochteronderneming 'Autobineau' die zich specialiseerde in sedans en limousines, gericht op een iets groter volume en grotere standaardisering. In de jaren '20 werd Letourneur en Marchand de voornaamste leverancier van carrosserieën voor Delage.

## Achteruitgang en einde 1945-1960
Na de Tweede Wereldoorlog was Letourneur et Marchand een van de vele autofabrikanten die veel te klein waren om te passen in het beleid van de Franse regering om een exportgerichte auto-industrie te ontwikkelen, geleid door een klein aantal fabrikanten. Tussen 1947 en 1952 produceerde het bedrijf slechts 67 carrosserieën, gelijk aan ongeveer één auto per maand.
Ineenstorting werd voorkomen dankzij een contract met Renault voor de productie van de cabrioletversie van de Renault Frégate met toestemming van de autoriteiten. Deze kon worden verkocht en onderhouden via het dealernetwerk van Renault. Helaas had de Frégate een moeizame introductie door kinderziekten en betrouwbaarheidsproblemen. Ondanks dat het in de loop van de tijd een betere auto werd, liep de verkoop sterk achter bij auto's als de Simca Vedette en de Citroën DS. De Frégate werd in 1960 van de markt gehaald, zonder dat daarvoor een directe opvolger voor kwam. Tegen deze tijd waren er 70 cabriolets gemaakt door Letourner et Marchand. De laatste serie Frégate cabriolets kenmerkten zich door een fraai two-tone kleurenschema van 'zwart en ivoor' of 'zwart en turquoise'.
Door het ontbreken van orders na het stopzetten van de productie van de Frégate, hield het bedrijf op te bestaan.

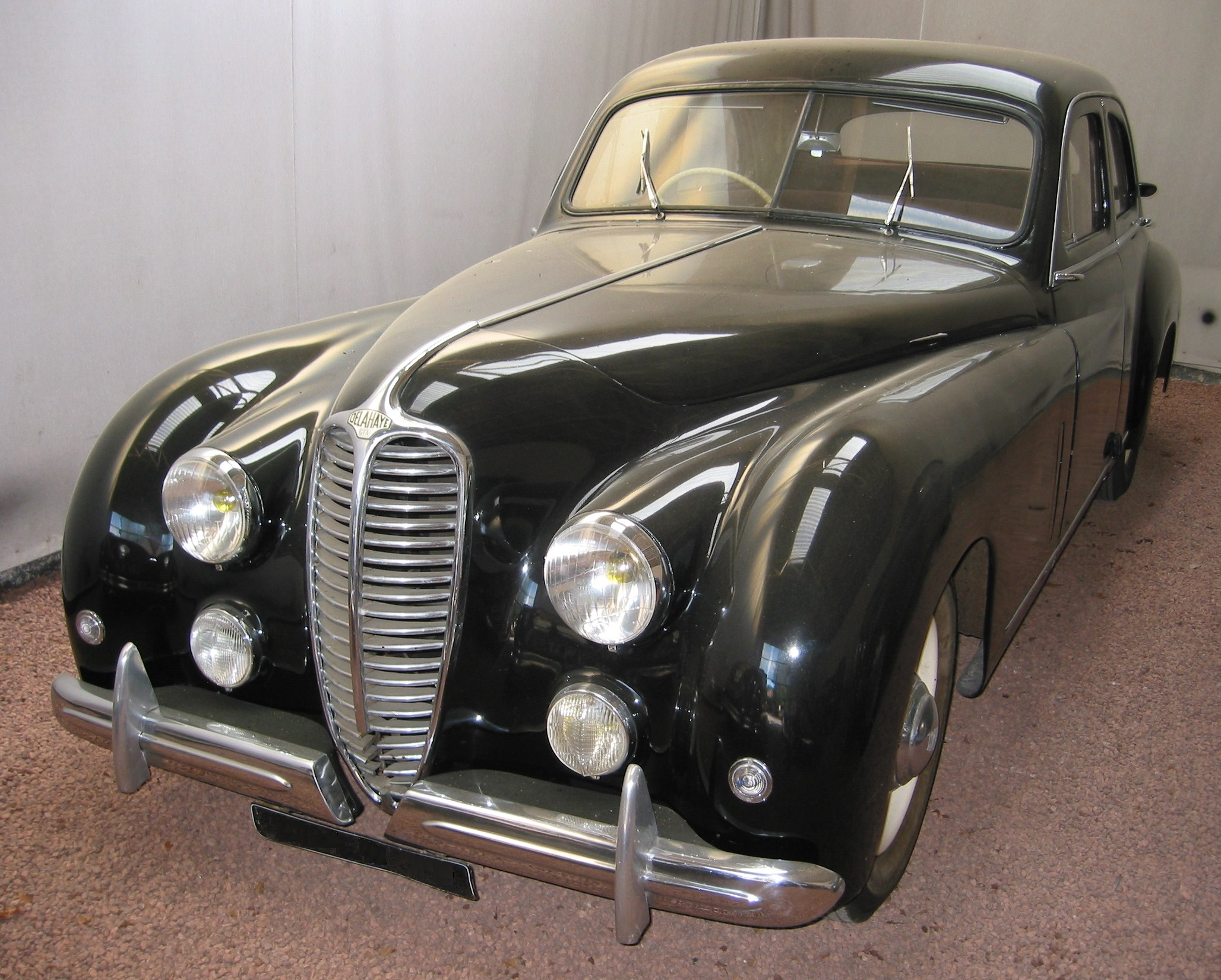
Delahaye 148 20CV Letourneur & Marchand 1950
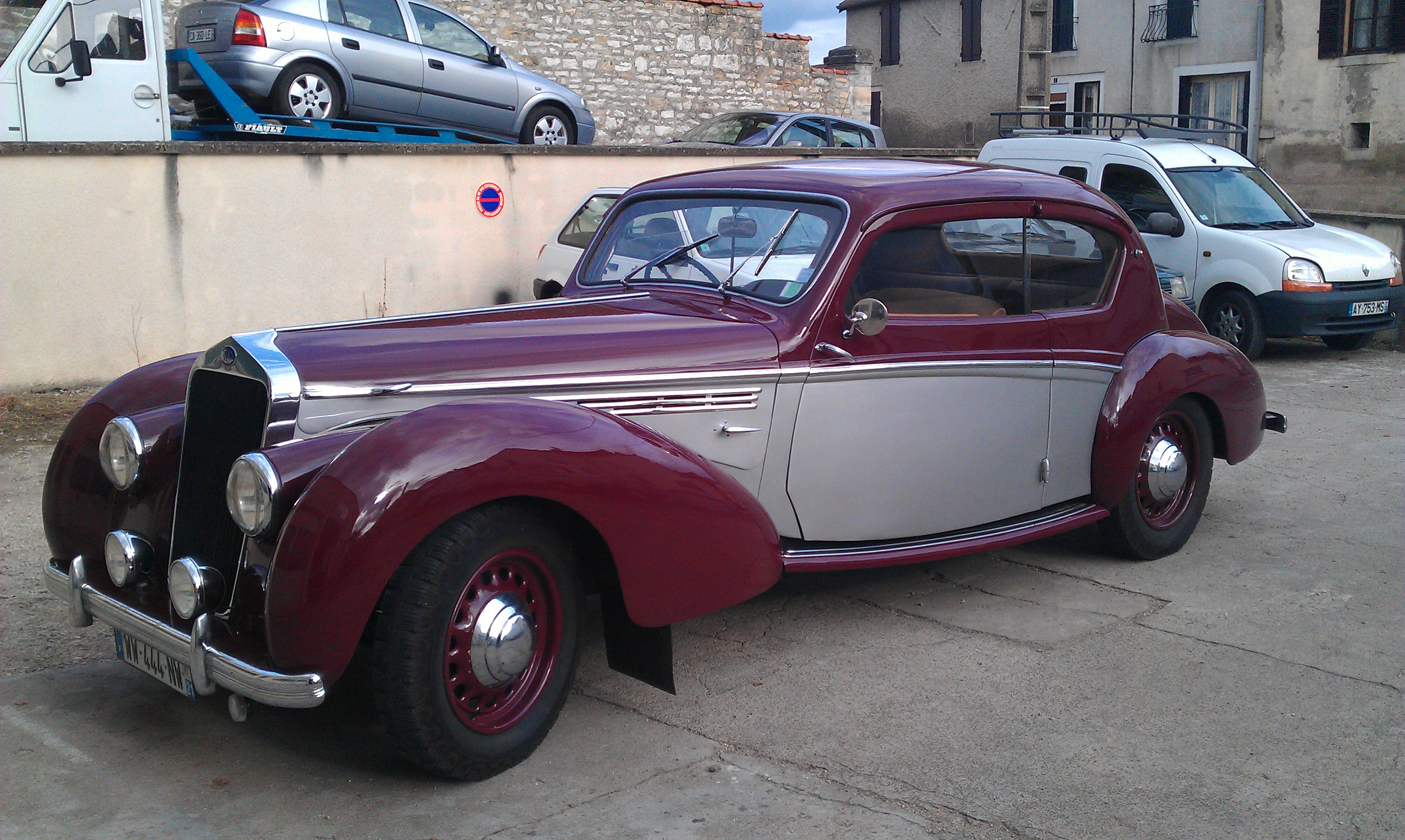
Delage D6-70 Letourneur & Marchand 1947
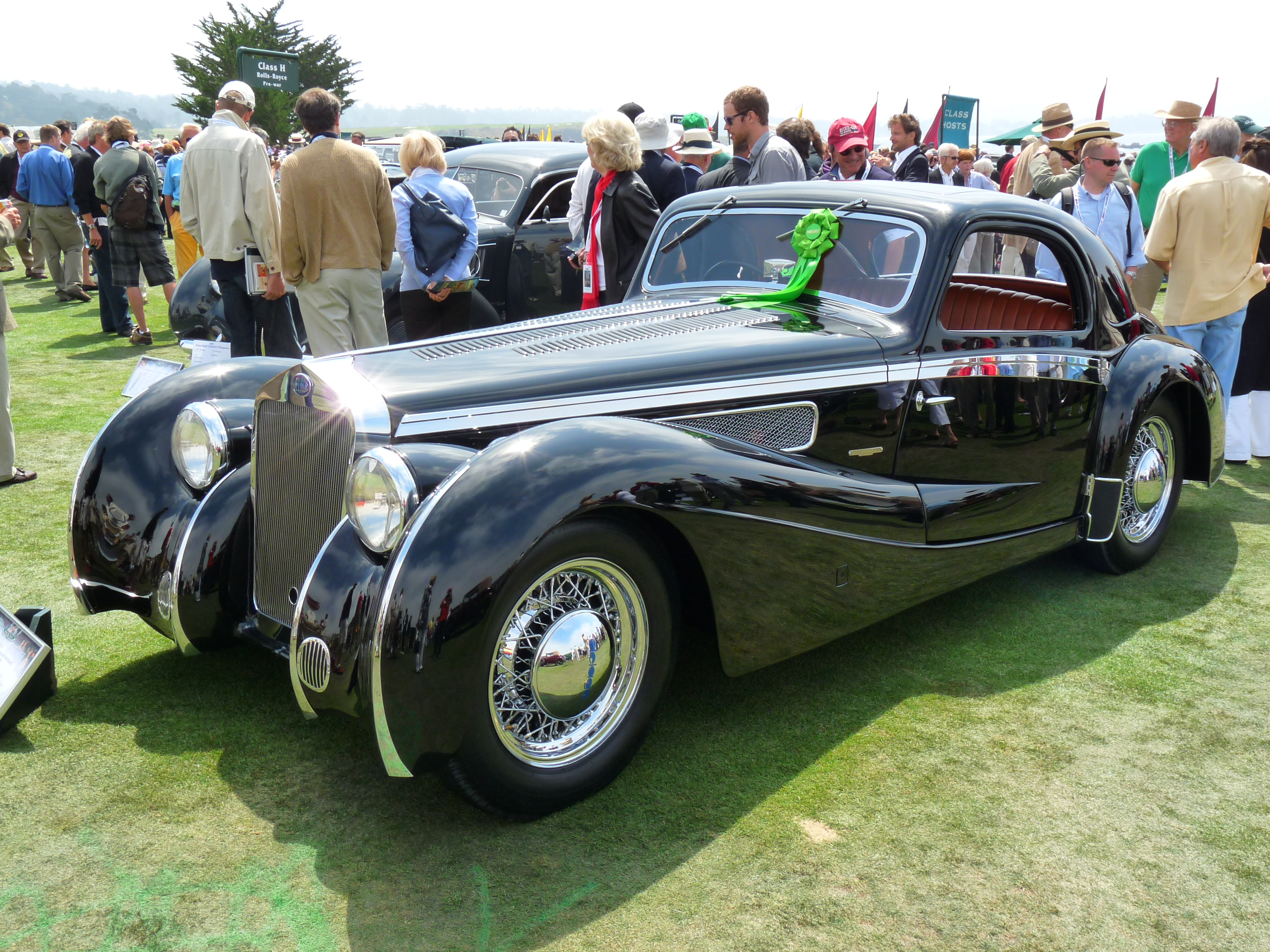
Delage D8 S Letoureur & Marchand 1937
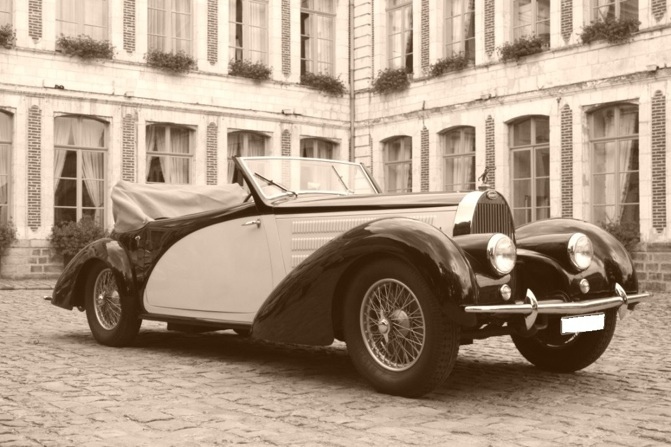
Bugatti 57 Letourneur & Marchand